# Zuurakan Imankałykowa
Zurakan Imankałykowa (kirg. Зууракан Иманкалыкова; ros. Зуракан Иманкалыкова; ur. 1923 we wsi Tałdy-Suu w obwodzie siemirieczeńskim, zm. 12 czerwca 2011 w Biszkeku) – działaczka państwowa Kirgiskiej SRR.
Należała do WKP(b), miała stopień kandydata nauk historycznych, następnie docenta, początkowo pełniła funkcję I sekretarza rejonowego komitetu Komsomołu w rodzinnej wsi, później I sekretarza Issyk-Kulskiego Komitetu Obwodowego Komsomołu. Następnie była sekretarzem Naryńskiego Komitetu Rejonowego Komunistycznej Partii Kirgistanu i Naryńskiego Komitetu Miejskiego KPK, od 2 kwietnia 1955 do 1967 była sekretarzem Prezydium Rady Najwyższej Kirgiskiej SRR, 1967-1971 I zastępcą przewodniczącego Prezydium Rady Najwyższej Kirgiskiej SRR, a 1971-1981 wykładowcą katedry historii ZSRR Kirgiskiego Uniwersytetu Państwowego. Została odznaczona Orderem Czerwonego Sztandaru Pracy.